# Library of Ruina
『Library of Ruina』（日本語:ライブラリーオブルイナ、朝鮮語:라이브러리 오브 루이나）は、大韓民国のインディーゲームスタジオProject Moonが開発し2021年8月11日に発売されたゲームソフト。
2024年4月25日、アークシステムワークスより、日本語吹き替えボイスが追加されたPlayStation 4/Nintendo Switch版が発売された。

## 概要
Project Moonが2018年に発売した『Lobotomy Corporation』と世界観を共有するスピンオフ作品。プレイヤーは、「招待状」を受け取った人物に「接待」という名の戦闘で勝利し本に変え、「全てのことが記されたたった一つの本」を手に入れるのが目的の「図書館」にて館長として「接待」においての味方である司書を操作し勝利するのが目的である。

## ストーリー
9級フィクサー「ローラン」は気が付くと図書館らしき場所に飛ばされていた。驚くローランの前に青い髪の女性が現れ、警戒した様子でローランの目的を訊ねる。しかし混乱したような長ったらしい返答に苛立つと女性はローランの手足を切断した。意識を取り戻したローランの手足は修復されており、女性は無礼をひとまず詫びて「アンジェラ」と名乗った。ローランは「誰も侵入できないこの場所に貴方は突然現れた。不安要素の貴方を殺すも逃がすも私の計画に支障が出る可能性がある。だから私の元で働きなさい」と一方的に告げられてしまう。そして生殺与奪を握られた為、仕方なくアンジェラの召使いとして図書館に招待されたゲストとの接待を重ねて行くのだった。

## 登場人物
声は特記がない限り、家庭用版（Nintendo Switch™ / PlayStation®4）の日本語吹替声優を記載。記載内容は公式発表（ニュース記事や声優本人の公表）、または本作ゲーム内に同梱された公式アートブックVol.Ⅰ・Vol.Ⅱに基づく（ゲーム公式サイトに「アートブックには日本語のCVも新たに記載されています」と明示）。
ローラン(롤랑)
声 - 武内駿輔
本作の主人公である総記の階指定司書。5月15日生まれ。33歳。身長178cm。
図書館に迷い込みアンジェラからの拷問を受け、気が付くと、アンジェラの心変わりで潰された四肢は戦闘向けに再構成されて再生されており、半ば脅迫に近い形で雇われ、ゲストの相手をさせられる。
職業はフィクサー(作中における傭兵)で、最下位の9級である。くたびれた見た目とは裏腹にコミュニケーション能力が非常に高く、図書館の司書にされた旧L社のセフィラたちともすぐに打ち解けた。 ただし、その言動は皮肉屋で軽薄そうな印象で、自分の事は最低限しか語らない。「それはそれで、これはこれ」が口癖。都市について詳しく、箱入り娘だったアンジェラに様々な説明をしてくれる。
プレイヤーが最初に使えるプレイアブルキャラクターでもあり、最序盤では基本的、彼を出撃させることになる。
アンジェラ(앤젤라)
声 - 長谷川育美
図書館館長兼司書として「全てのことが記されたたった一つの本」を手に入れるために招待状を送っている女性。
2月27日生まれ。身長170cm。見た目は青い髪の女性だが、正体はガイノイド。前作『Lobotomy Corporation』のナビゲーター役であり、かつてはロボトミー社を管理していた人工知能であった。

### 指定司書
「図書館」には階層があり、階層ごとに指定司書と呼ばれる階層の長が存在する。別名はセフィラ。
前作に登場した施設管理システムで、今作では機械ではなく生身として一時的に蘇っている状態にある。
マルクト(말쿠트)
声 - 高森奈津美
歴史の階指定司書。前作『Lobotomy Corporation』でのコントロールチームのセフィラ。3月24日生まれ。身長163cm。赤いカチューシャをつけた短髪の女性。
前作では精神的に不安定な所もあったが、成長した今作では都市の心の病の歴史と向き合っている。
ローランとは仲が良いが、前作の件からアンジェラとの仲は険悪。
イェソド(예소드)
声 - 高橋伸也
技術科学の階指定司書。前作での情報チームのセフィラ。7月10日生まれ。身長171cm。紫色の髪で短髪の男性。
前作同様、規律を大切にする厳しく真面目な性格。ただし、前作の件が元でアンジェラと仲が悪い。
アンジェラに近いローランを疎しく思っていたが、直ぐに司書として認める。
ホド(호드)
声 - 天海由梨奈
文学の階指定司書。前作での教育チームのセフィラ。9月10日生まれ。身長166cm。茶髪の温厚な女性。
前作に比べると肩の力が抜けており、精神的な余裕も生まれている。
アンジェラの数少ない理解者。
ネツァク(네짜흐)
声 - 馬場惇平
芸術の階指定司書。前作での安全チームのセフィラ。8月27日生まれ。身長175cm。怠惰な性格の緑色の髪の男性。
前作では無造作に伸ばしたロングヘアーだったが、一房垂らしたシニヨンに。口調が今作では大きく変わっており、前作のタメ口から敬語になっている。
アンジェラに対しては憤りよりも一種の諦観が勝っており、彼女へ文句を言うつもりは無いが落胆から再び自堕落な性格に戻っている。
ティファレト(티페리트)
声 - 首藤志奈
自然科学の階指定司書。前作での中央本部部門のセフィラ。7月8日生まれ。身長159cm。金髪のリボンをつけた気の強い女性。
前作より成長しているものの指定司書の中では最も小柄であり、よくローラン達におちょくられている。しかし、仲は悪くない模様。
アンジェラに対しては怒りもあるが、それ以上に「彼女が今後何をしていくのかを見たい」と見守るスタンスを取っている。
ゲブラー(게부라)
声 - 石井未紗
言語の階指定司書。前作での懲戒チームのセフィラ。4月24日生まれ。身長181cm。赤髪の男勝りな女性。
ケセドと並んで、司書の中では最も大柄である。生前は「カーリー」という名の路地裏出身のフィクサーで、ロボトミー社の前身である外郭の研究所に雇われた時には2級フィクサー、調律者の襲撃時には護衛専門の特色フィクサー「赤い霧」となっていた。
前作ではある事情から偏執的な怒りを抱き、最終的に大暴れしてしまう事件も起こしてしまったのだが、今作の時点では怒りも晴れて本来の姉御肌とも言える人物になっている。
ケセド(헤세드)
声 - 長岡龍歩
社会科学の階指定司書。前作での福祉チームのセフィラ。3月31日生まれ。身長183cm。青髪の男性。
ゲブラーと並んで、司書の中では最も大柄である。おっとりとした性格で、コーヒーをこよなく愛する。
指定司書としては珍しくアンジェラとの関係は良好。
ビナー(비나)
声 - 森千晃
哲学の階指定司書。前作での抽出チームのセフィラ。10月17日生まれ。身長174cm。黒髪の女性。
思慮深く落ち着いた人物だが、その本質は圧倒的な力で相手を痛めつける事を好むサディスト。かつては「調律者」と呼ばれるA社直属の武力の一人で、前作の悲劇のきっかけとなった存在でもある。
アンジェラに対しては前作の件からかなり好意的な目線を向けており、彼女が為した事に大喜びしている。
ホクマー(호크마)
声 - 関幸司
宗教の階指定司書。前作での記録チームセフィラ。3月15日生まれ。身長182cm。白髪の年老いた男性。
アンジェラとは一悶着あり、彼女との仲は険悪で互いに威圧的に接している。また、無関係だったはずのローランに対して「お前たちに尽くす礼儀などない」と罵倒するほど立腹だった様子。 だが彼女がどうして離反したかを一番理解できる存在でもある為、彼なりにアンジェラの事は気遣っており、話が全く通じないという訳ではない模様。

### ツヴァイ協会(츠바이 협회)
十二協会の一つ。専門分野は治安維持。十二協会の中では二番目に高い地位にあり、警察の役割を担っている。
ウォルター(월터)
声 - 佐治和也
ツヴァイ協会南部支部6課部長。46歳。黒髪の男性。
生真面目。最初はイサドラが図書館で消えたサンとジュリアを探す為、イサドラが出した急行要請を却下するが、執務室の引き出しに図書館への招待状が現れたので、急遽、イサドラ含む南部6課精鋭と共に図書館へ向かった。
イサドラ(이사도라)
声 - 阿保まりあ
ツヴァイ協会南部支部6課情報処理担当。29歳。ツインテール髪の女性。
21区出身でサン、ジュリアと幼馴染だった。ツンデレ。
ジュリア(줄리아)
声 - 小針彩希
ツヴァイ協会南部支部6課所属。29歳。イサドラの同僚。
ツヴァイ隊員(銀)
ツヴァイ協会南部支部6課所属。銀髪の男性。
ウォルター、イサドラと共に図書館へ向かった。実力者と思われる。
ツヴァイ隊員(黄)
ツヴァイ協会南部支部6課所属。ポニーテール髪の女性。
ツヴァイ隊員(橙)
ツヴァイ協会南部支部6課所属。橙色の髪をした男性。
ジュリア、街灯事務所のサンと共に図書館勢を迎え撃つが戦死。未公開のバトルページに彼の姿がある。
エドガー(에드가)
南部支部1課刑事。外伝小説作品ねじれ探偵で登場。
ツヴァイ協会南部支部3課
外伝作品ねじれ探偵で登場。所属隊員7人が親指に弾丸を支給する工房と、親指の傘下組織を摘発、全員射殺するが、直後に現れた霧の射手の攻撃により全員が死亡する。

### シ協会(시 협회)
十二協会の一つ。専門分野は暗殺。この協会に所属しているフィクサー達は、全体的に傷だらけである。
セルマ(셀마)
声 - こばたけまさふみ
シ協会南部支部長。
裏でアルガリアと繋がっており、立場を利用して、ユジンやシ協会2課をいいように使っていた。計画が失敗した為、アルガリアと笑う顔たちに拉致され、人気の無い夜の裏路地23区で、皮を1万枚に剥がされる拷問を受け死亡した。声のみで姿は見せない。原語版の声優はネツァクと同じイ・チャンミン(朝鮮語版)。
ユジン(유진)
声 - 香坂侑
シ協会南部支部2課部長。35歳。中性的な外観をしている女性。
部下からの人望も篤いが、支部長であるセルマに疎まれており、常軌を逸した激務に投入されている。この為、戦闘中の体力は25%に減っている。
テンマ(텐마)
声 - 高柳知葉
シ協会南部支部2課所属。26歳。黒髪の女性。
ヴァレンティン(발렌틴)
声 - 堀金蒼平
シ協会南部支部2課所属。27歳。顔に傷のある黒髪の男性。
腐敗したシ協会に不満を持っている。

### リウ協会(리우 협회)
十二協会の一つ。専門分野は戦争。
シャオ(샤오)
声 - 中井美琴
リウ協会南部1課部長。33歳。
冷徹だが、ロウェル曰く可愛いものが好みらしい。
ロウェル(로웰)
声 - 木暮晃石
リウ協会南部2課部長。35歳。
南部1課のシャオと徐々に仲良くなった末に婚姻した。
チュン(춘)
声 - 松岡洋平
リウ協会南部1課所属。30歳。顔に傷のある、長髪のアジア系男性。
ミリス(미리스)
声 - 堀金蒼平
リウ協会南部1課所属。30歳。眼鏡を掛けた男性。
普段はクールで無表情だが、仲間思いな一面もある。
メイ(메이)
声 - 高柳知葉
リウ協会南部2課所属。28歳。
長髪でお団子ヘアーが特徴的な女性。常に半笑いであるものの、知的。
セシル(세실)
声 - 香坂侑
リウ協会南部2課所属。30歳。
金髪の女性。生真面目だが、意外に噂話が好き。

### ハナ協会(하나 협회)
十二協会のトップ。全ての協会、事務所、フィクサーを統括する。フィクサーの階級はハナ協会から与えられている。
ミリネ(미리내)
声 - 阿保まりあ
ハナ協会南部支部3課部長。39歳。
眼鏡を掛けたブロンド髪の女性。一級フィクサーという事もあり、観察能力はずば抜けて高い。冷徹な反面、愛想は良い。
ハロルド(해롤드)
声 - 大井麻利衣
ハナ協会南部支部3課幹部。37歳。中性的な印象の女性。
オリヴィエ(올리비에)
声 - 木暮晃石
ハナ協会南部支部3課幹部。34歳。髪を後ろに束ねた黒人男性。
ローランの旧友で、以前はチャールズ事務所に所属していた。
ハナ3課フィクサー
ハナ協会南部支部3課所属。

### 街灯事務所
ツヴァイ協会から業務を引き受けている協会指定事務所。
サン(산)
声 - 松岡洋平
街灯事務所所長。29歳。黒髪の男性。
ツヴァイ協会のイサドラ、ジュリアとは事務所の元同僚。
マス(마스)
声 - 柳晃平
街灯事務所フィクサー。24歳。
ルル(루루)
声 - 飯田ヒカル
街灯事務所フィクサー。24歳。

### 笑う顔たち
カニバリスト達で構成されている暗殺組織。全員が笑顔を模した仮面をつけている。
痛みを感じさせなくさせる煙をターゲットに吸わせ、生きたまま解体して殺害する。所属メンバー全員、残酷かつ陽気な性格で、アルガリアの事を「青い兄貴(若しくは青いあんちゃん)」と呼んで慕っている。訛りの強い話し方が特徴だが、日本語版では九州地方の方言を元にしている。
ワン(왕)
声 - 関幸司
笑う顔たち構成員。他の2人同様、陽気で残酷な性格だが2人と比べて冷静。また情報通でもある。
ジン(진)
声 - 高橋伸也
笑う顔たち構成員。若干、声が高い。
ミ(미)
声 - 本間沙智子
笑う顔たち構成員。3人の中で最も高身長。

### 親指
五本指の一つ。組織としては階級や礼儀を極端に厳守しており、上の者の名前を無闇に口にしてはいけないに加え、階級が低い者は許可なく発言してはいけない他、ゴッドファーザーに疑問を持っただけで全員粛清される。その為、ハナ協会が行ったアンケートで、最も絡みたくない組織1位に選ばれている。この世界では珍しく、武器に銃火器を使用している。
カーロ(칼로)
声 - 喜屋武和輝
親指のアンダーボス。50歳。白髪の男性。義手を付けている。
アンジェラを自身よりも格上の者と認識している。
ボリス(보리스)
声 - こばたけまさふみ
親指のカポ。33歳。サングラスを付けた男性。
銃を使わず、ナックルを使った近距離戦で相手に挑む。
デニス(데니스)
声 - 柳晃平
親指のカポ。34歳。小柄な体格をしている。
カトリエル(카트리엘)
声 - 石井未沙
親指のカポ。34歳。眼鏡を付けた紫髪の女性。
イザべル(이자벨)
親指のカポ。外伝作品ねじれ探偵で登場。エドガーにより頭を吹き飛ばされ死亡。

### 人差し指
五本指の一つ。指令の下す命令で行動している。指令は守れなかった者は当然ながら粛清される。親指よりも上に位置する。
ヤン・ヴィスモク(얀 비스모크)
声 - 善養寺恭平
人差し指の伝令。25歳。白髪の中性的な青年。
伝令の中で一番若い。指令を住人に渡す仕事をしている。指令をそのまま引き受ける代行者達の姿や、中には殺人も厭わない様な異常な内容も含まれている指令に対して、不満を抱いている。
グロリア(글로리아)
声 - 柴田芽衣
人差し指の代行者。全身が機械の体になっている。
殺人機械的な印象によらず、少女のような声質をしている。
ヒューバート(휴버트)
声 - こばたけまさふみ
人差し指の代行者。35歳。片目に傷があり、金属マスクを付けている。
口数が少ない。
エスター(에스더)
声 - 柳晃平
人差し指の代行者。37歳。長髪の男性。
代行者のリーダー的存在で、グロリア、ヒューバートは彼の指示で動いている。
モイライ(모이라이)
声 - 小針彩希
人差し指の紡織者。28歳。茶髪でボーイッシュな外観をした女性。常に半笑い。
キチガイじみた指令に対して躊躇いを持つヤンと異なり、自分のやる事に対して疑念を抱かない。

### 残響楽団
アルガリア(아르갈리아)
声 - 中島ヨシキ
フィクサーで「青い残響」。1月1日生まれ。39歳。身長183cm。
本作の悪役。フィクサーの中でも、ハナ協会から最上位である「色」の称号を付与されている。ローラン曰く「キチガイ」らしく穏やかな口調ながら悪辣な性格で相手を甚振る事を楽しんでいる。
プルート(플루토)
声 - 喜屋武和輝
残響楽団所属。別名、「昨日の約束」。5月11日生まれ。43歳。身長184cm。
基本的、相手が敵であっても敬語で話すが、本性は極めて凶悪。
エレナ(엘레나)
声 - 竹内恵美子
残響楽団所属。別名、「血染めの夜」。6月16日生まれ。年齢不詳。身長172cm。
かつてローラン、アンジェリカと一戦を交えた時があり、この時から「血染めの夜」の名で知られていた。
ゼホン(재헌)
声 - 藤井隼
残響楽団所属。別名、「人形師」。6月22日生まれ。35歳。身長187cm。
冷淡な性格。人間を使い人形を生み出すが、その人形には僅かに意思が残っている。エレナと共にwarp列車に乗り込み、自身の技でトマリーを作り出した。過去の一件で、フィクサーの黒い沈黙を嫌っている。

### その他
ピート / レニー / マンチ
声 - 木暮晃石(ピート) 柴田芽衣(レニー) 柳晃平(マンチ)
「ネズミ」と呼ばれる、裏路地での最底辺として生きる貧民3人組。
ピートらは「捨て犬」というストリートギャングに上納金を支払い続ける生活を送っており、行き倒れや貧民の死体から内臓を抜き取り、それを売る事で日銭を得ている。
身体的にはごく普通の人間であり、刃物の扱いに慣れている以外に特別な戦闘技術もない。
図書館への招待状を渡された初めての人間で、アンジェラとローランの初接待相手となる。
ゲームのチュートリアルも兼ねており、戦闘システムなどを彼らとの戦いで学ぶことになる。
コンスター / モー / アーノルド
声 - 松岡洋平(コンスター) 大井麻利衣(モー) 相馬康一(アーノルド)
「鉄の兄弟」と呼ばれる、サイボーグの野盗集団。一攫千金を求めて図書館にやってきた。
金稼ぎのために身体のほとんどを機械に置き換えたが、安物の義体ゆえに味覚や痛覚の喪失、生身よりはるかにぎこちない動きなどに苦しんでいる。
発声装置も低品質なため、メンバー全員が吃音症を患っている。
アンジェリカ
声 - 阿保まりあ
故人。アルガリアの妹で、ローランの恋人。

## 世界観
Lobotomy Corporation
前作の舞台。都市の17区に存在していた翼の一つだが、今作では崩壊し跡地に図書館が立っている。
翼
都市において最高峰の会社。A〜Z社まで有り、特異点と呼ばれる技術を保有することで繁栄している。
AからC社はそれぞれ「頭」「爪」「目」と呼ばれ、一種の政府機関として都市の治安維持と管理を行っており、それらへの反逆は都市からの抹殺を意味する。
巣
翼の管理下にあるコロニー都市。それぞれが翼の管轄下にあり、巣ごとのルールも異なる。
比較的自由な所もあれば、厳しく管理されたディストピアのような巣も存在する。
巣ごとの差異はあれど管理する翼が健在である限りは安全なため、中流から富裕層は基本的に巣で暮らしている。
裏路地
巣の外周や、隣接する巣の狭間などに存在するスラム街。貧民や裏社会の人間が多く暮らしている。
安全な巣と比べると非常に危ない区域で、カニバリズムや臓器売買のような違法行為も平然と行われている。
夜のとある時間帯には街中を徘徊して生き物やゴミを強制的に排除する「掃除屋」という怪物が現れる為、夜間の外出は命取りとされる。
図書館
Lobotomy Corporation跡地に建設された建物。普通には入ることができず、「招待状」を受け取ることによって侵入できる。
ここで死亡した人間は「本」という物体に変換され、蔵書として館内に保管される事になる。
ローランや司書などはこの本から死者の力をページとして借り受け、自身を強化して戦う事が可能。
接待
招待状を受け取り図書館に侵入した人物との戦闘。侵入側が勝利すると図書館にある全ての本を読め、図書館側が勝利すると人物を本に変えることができる。